# Josef ha-Kohen
Josef ha-Kohen (1496, Avignon – 1558?) byl židovský lékař a historik.

## Život a dílo
Ha-Kohen se narodil roku 1496 ve francouzském Avignonu jako potomek žida, vyhnaného roku 1492 ze Španělska. Roku 1501 se rodina přestěhovala do italského Janova, kde ha-Kohen obdržel tradiční židovské vzdělání. Po ukončení studií pracoval jako lékař v různých italských městech. Jeho manželka mu porodila tři syny, všichni však ještě za jeho života zemřeli.
Po vyhnání židů z Janova psal knihy a poezii. Jedním z nejvýznamnějších děl je historiografická kniha Události dnů týkající se francouzského krále a osmanské dynastie (hebrejsky דברי הימים למלכי צרפת ולמלכי בית אוטומאן התוגר‎, Divrej ha-jamim le-malchej Corfat u-le-malchej bejt otoman ha-tugar). Dalším významným dílem se stalo dílo Údolí pláče (hebrejsky עמק הבכא‎, Emek ha-bacha), jež dokončil roku 1558 ve svých 79 letech a v němž popisuje dějiny izraelského lidu. Z tohoto roku také pochází poslední zmínka o Josefu ha-Kohenovi.